# Мелроуз (Нью-Мексико)
Мелроуз (англ. Melrose) — селище (англ. village) в США, в окрузі Каррі штату Нью-Мексико. Населення — 622 особи (2020).

## Географія
Мелроуз розташований за координатами 34°25′46″ пн. ш. 103°37′46″ зх. д. / 34.42944° пн. ш. 103.62944° зх. д. (34.429478, -103.629365).  За даними Бюро перепису населення США в 2010 році селище мало площу 4,38 км², з яких 4,38 км² — суходіл та 0,00 км² — водойми.

## Демографія
Згідно з переписом 2010 року, у селищі мешкала 651 особа в 301 домогосподарстві у складі 189 родин. Густота населення становила 149 осіб/км².  Було 377 помешкань (86/км²).
Расовий склад населення:
| - 85,7 % — білих - 1,8 % — корінних американців - 0,3 % — азіатів - 0,2 % — чорних або афроамериканців - 9,2 % — осіб інших рас |

До двох чи більше рас належало 2,8 %. Частка іспаномовних становила 18,7 % від усіх жителів.
За віковим діапазоном населення розподілялося таким чином: 20,0 % — особи молодші 18 років, 60,0 % — особи у віці 18—64 років, 20,0 % — особи у віці 65 років та старші. Медіана віку мешканця становила 46,6 року. На 100 осіб жіночої статі у селищі припадало 89,8 чоловіків;  на 100 жінок у віці від 18 років та старших — 88,1 чоловіків також старших 18 років.
Середній дохід на одне домашнє господарство  становив 47 851 долар США (медіана — 35 096), а середній дохід на одну сім'ю — 55 345 доларів (медіана — 40 000). За межею бідності перебувало 18,3 % осіб, у тому числі 32,2 % дітей у віці до 18 років та 15,7 % осіб у віці 65 років та старших.
Цивільне працевлаштоване населення становило 266 осіб. Основні галузі зайнятості: освіта, охорона здоров'я та соціальна допомога — 26,7 %, транспорт — 14,3 %, роздрібна торгівля — 12,0 %.

## Відомі люди
- Вільям Денбі Ганна (1910 — 2001) — американський художник-аніматор, режисер, продюсер.